# Silene sumbuliana
Silene sumbuliana är en nejlikväxtart som beskrevs av Deniz, O.D.Dücen. Silene sumbuliana ingår i släktet glimmar, och familjen nejlikväxter. Inga underarter finns listade i Catalogue of Life.